# Мађарска на Летњим олимпијским играма 1964.
Мађарска је учествовала на Летњим олимпијским играма одржаним 1964. године у Риму, Италија. На свечаном отварању носилац заставе је био бацач копља Гергељ Кулчар. Мађарска је овај пут послала 182 спортиста на олимпијаду, и они су учествовали у седамнаест спортских дисциплина.
Олимпијски тим из Мађарске је на овим олимпијским играма се такмичио у седамнаест спортских дисциплина и у десет дисциплина су освојили укупно двадесет и две медаље: десет златних, седам сребрних и пет бронзаних медаља. Најуспешнији представник Мађарске је била мачевалац Илдико Рејте (Rejtő Ildikó) са освојене две златне медаље.

## Резултати по спортским гранама
На овој олимпијади су мађарски спортисти у укупно четрнаест различитих спортских дисциплина су освојили 182 олимпијска поена.
| Спортска грана | Позиција | Позиција | Позиција | Позиција | Позиција | Позиција | Олимпијски поени |
| Спортска грана | 1.       | 2.       | 3.       | 4.       | 5.       | 6.       | Олимпијски поени |
| Мачевање       | 4        | 0        | 0        | 0        | 3        | 0        | 34               |
| Атлетика       | 0        | 3        | 1        | 2        | 3        | 1        | 32               |
| Рвање          | 2        | 0        | 0        | 1        | 3        | 0        | 23               |
| Дизање тегова  | 0        | 2        | 1        | 0        | 1        | 2        | 18               |
| Кајак и кану   | 0        | 1        | 0        | 3        | 1        | 0        | 16               |
| Стрељаштво     | 1        | 0        | 1        | 0        | 1        | 0        | 13               |
| Пентатлон      | 1        | 0        | 1        | 0        | 0        | 0        | 11               |
| Гимнастика     | 0        | 1        | 1        | 0        | 1        | 0        | 11               |
| Фудбал         | 1        | 0        | 0        | 0        | 0        | 0        | 7                |
| Ватерполо      | 1        | 0        | 0        | 0        | 0        | 0        | 7                |
| Пливање        | 0        | 0        | 0        | 1        | 0        | 2        | 5                |
| Бокс           | 0        | 0        | 0        | 0        | 1        | 0        | 2                |
| Бициклизам     | 0        | 0        | 0        | 0        | 1        | 0        | 2                |
| Одбојка        | 0        | 0        | 0        | 0        | 0        | 1        | 2                |
|                |          |          |          |          |          |          |                  |
| Укупно         | 10       | 7        | 5        | 7        | 15       | 6        | 182              |

### Освојене медаље на ЛОИ
| Освајачи олимпијских медаља за Мађарску на ЛОИ 1964. | |        |
| Медаља                                               | Освајач медаље | Укупно |
| Злато                                                | Тибор Пежа, Илдико Рејте, Ференц Терек, Мачевање (екипно м.), Мачевање (екипно ж.), Ласло Хамерл, Имре Пољак, Иштван Козма, Фудбалска репрезентација, Ватерполо репрезентација | 10     |
| Сребро                                               | Ђула Живоцки, Имре Фелди, Гергељ Кулчар, Марта Рудаш, Михаљ Хес, Каталин Макраји и Геза Тот                                                                                    | 7      |
| Бронза                                               | Вилмош Варју, Анико Дуца, Пентатлон (екипно), Ласло Хамерл и Ђезе Вереш | 5      |
| Укупно                                               | | 22     |